# محمود رمزي نظيم
محمود رمزي نظيم بن محمود رمزي الحسيني أبو الوفاء (1306 هـ /1889 - 1379 هـ /1956) هو شاعر مصري.

## حياته
ولد في (بركة السبع) سنة 1889 من قرى المنوفية. وفي عامه الأول مات والده (محمود رمزي الحسيني) فسمي باسمه، ورباه خاله إسماعيل عاصم، المحامي الأديب. وكان أبوه من رجال الثورة العرابية، فنشأ الابن متشبعا بروحها ومن غلاة (الحزب الوطني) . وقال الشعر والزجل، ولقب بشاعر المظاهرات.

## مسيرته
عمل في الصحافة مدة 35 عاما. وخدم الثورة المصرية (سنة 1918) بنظمه ومقالاته. واضطهد وسجن وقام برحلات إلى بلاد الشام والحجاز وتركيا وأوروبا وروسيا.
وحضر في الأخيرة المؤتمر الدولي الخامس لنقابات العمال (1930) ممثلا العمال العرب.
وانتخب رئيسا لمؤتمر الزجل العربيّ في لبنان (سنة 1945) وفي هذه السنة انقطع للعمل في وزارة الشؤون الاجتماعية بالقاهرة إلى أن توفي. له مؤلفات مطبوعة، منها (عبير الوادي) و (كأس الحكمة) و (الموشحات) جزآن، و (ديوان نظيم) و (أزجال نظيم) و (سعد زغلول) و (ألحان الأسى) و (عرس بلقيس) و (تحت ظلال النخيل) وكانت فيه نزعة صوفية، ظهرت في بعض نظمه. وجمع كثير من أشعاره وأزجاله بعد وفاته في كتاب (الرمزيات).